# Holden, Massachusetts
Holden är en kommun (town) i Worcester County i delstaten Massachusetts, USA. Vid 2020 års folkräkning hade kommunen 19 905 invånare.